# Hermanus Gerardus Jacob Schelling
Hermanus Gerardus Jacob Schelling (Stompwijk, 15 oktober 1888 - Driebergen, 8 juni 1978) was een Nederlands architect.
Schelling was als architect verbonden aan de Nederlandse Spoorwegen. Hij ontwierp in de jaren twintig tot zestig van de 20e eeuw diverse stations in Nederland. In zijn vroegere werk (station Naarden-Bussum) is de invloed merkbaar van Frank Lloyd Wright. In zijn latere werk liet hij zich inspireren door Auguste Perret.

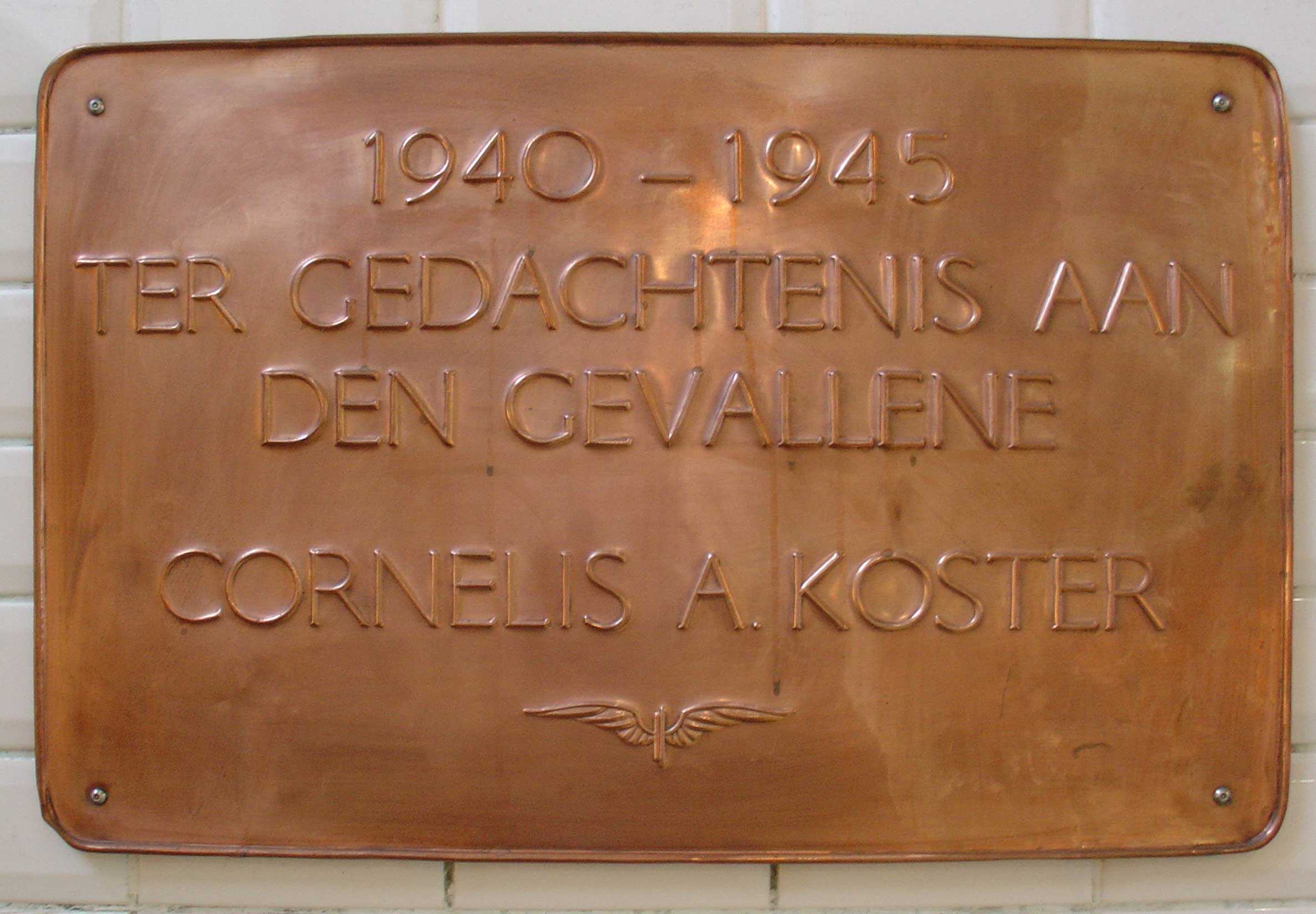
Een van de plaquettes voor het gevallen spoorwegpersoneel, ontworpen door Schelling en uitgevoerd door Winkelman

## Werk (selectie)
| Bouw      | Naam                                         | Plaats               | Bijzonderheden            | Afbeelding |
| --------- | -------------------------------------------- | -------------------- | ------------------------- | ---------- |
| 1923      | Station Sittard                              | Sittard              | Afgebroken 1993           |            |
| 1926      | Station Naarden-Bussum                       | Naarden-Bussum       |                           |            |
| 1926-1927 | Onderstation                                 | Lisse                |                           |            |
| 1927-1931 | Onderstation                                 | Alkmaar              |                           |            |
| 1927-1931 | Onderstation                                 | Runxputte            |                           |            |
| 1927-1931 | Onderstation                                 | Krommenie-Assendelft |                           |            |
| 1927-1931 | Onderstation                                 | Zaandam              |                           |            |
| 1927-1931 | Onderstation                                 | Beverwijk            |                           |            |
| 1927-1931 | Onderstation                                 | Santpoort            |                           |            |
| 1930      | Station Krommenie-Assendelft                 | Krommenie            | Afgebroken 1975           |            |
| 1929      | Station Putten                               | Putten               |                           |            |
| 1931-1932 | Station Koog-Zaandijk                        | Zaandijk             | Afgebroken 1976           |            |
| 1934      | Station Boskoop                              | Boskoop              |                           |            |
| 1934      | Station Waddinxveen                          | Waddinxveen          | Afgebroken 2004           |            |
| 1938      | Seinhuis goederenemplacement Watergraafsmeer | Amsterdam            | Afgebroken                |            |
| 1938-1939 | Station Amsterdam Amstel                     | Amsterdam            |                           |            |
| 1936-1939 | Station Amsterdam Muiderpoort                | Amsterdam            |                           |            |
| 1949-1950 | Station Enschede                             | Enschede             |                           |            |
| 1951      | Station Hengelo                              | Hengelo              |                           |            |
| 1950-1952 | Station Leiden                               | Leiden               | Afgebroken 1994           |            |
| 1951-1952 | Station Zutphen                              | Zutphen              |                           |            |
| 1952-1954 | Station Arnhem                               | Arnhem               | Afgebroken in 2006        |            |
| 1953-1954 | Station Maliebaan                            | Utrecht              | verbouwing en restauratie |            |